# Esad
Esad ist ein männlicher Vorname arabischen Ursprungs, der in mehreren Staaten auf der Balkanhalbinsel vorkommt. Weiteres zu Herkunft und Bedeutung siehe hier.

## Bekannte Namensträger
- Esad Hasanović (* 1985), serbischer Radrennfahrer
- Esad Krčić (* 1966), jugoslawischer Schauspieler
- Esad Razić (* 1982), bosnisch-schwedischer Fußballspieler